# Екосоціалізм
Екосоціалізм — ідеологія, що поєднує соціалізм та зелену політику. Екосоціалісти, як правило, вважають причиною соціальних проблем, бідності та деградації довкілля розширення капіталістичної системи, що відбувається в умовах глобалізації та імперіалізму під керівництвом авторитарних репресивних держав і транснаціональних корпорацій. Вони виступають за демонтаж капіталізму та суспільну власність на засоби виробництва під контролем вільно асоційованих працівників.